# یوهانا اندرسون
یوهانا اندرسون (انگلیسی: Johanna Andersson؛ زادهٔ ۷ اکتبر ۱۹۸۹) بازیکن فوتبال اهل سوئد است.